# Brigitte Bierlein
Brigitte Bierlein (Viena, 25 de junho de 1949 – 3 de junho de 2024) foi uma política e jurista austríaca que serviu como Chanceler da Áustria. Foi advogada geral do Ministério Público, essencialmente procuradora-geral do país, de 1990 a 2002, e membro do conselho executivo da Associação Internacional de Promotores Públicos de 2001 a 2003. Em 2003, Bierlein tornou-se membro do Tribunal Constitucional Austríaco. Desde fevereiro de 2018 até junho de 2019, ela atuou como presidente neste tribunal, a primeira mulher a ocupar essa posição.
Após o Caso de Ibiza, o presidente austríaco Alexander van der Bellen nomeou Bierlein Chanceler em 30 de maio de 2019. Ela se tornou a primeira mulher neste cargo na Áustria e permaneceu nele até às eleições nacionais de setembro de 2019.

## Morte
Bierlein morreu em 3 de junho de 2024, aos 74 anos.